# Rezerwat przyrody Czarne Bagno
Rezerwat przyrody Czarne Bagno – torfowiskowy rezerwat przyrody w gminie Nowa Wieś Lęborska w województwie pomorskim. Obejmuje torfowisko wysokie typu bałtyckiego, zniszczone przez eksploatację torfu, lecz regenerujące się. Rezerwat został powołany Rozporządzeniem Nr 50/06 Wojewody Pomorskiego z dnia 3 kwietnia 2006. Zajmuje powierzchnię 102,86 ha.
Staraniem Klubu Przyrodników zbudowano zastawki zapobiegające dalszemu osuszaniu i prowadzi się eksperymenty nad reintrodukcją torfowców. W 2006 roku wraz z sąsiednim Łebskim Bagnem zgłoszony do sieci Natura 2000. W 2009 oba te rezerwaty weszły w skład nowo utworzonego obszaru Natura 2000 „Łebskie Bagna” (kod obszaru PLH220040).
Rezerwat leży na gruntach w zarządzie Nadleśnictwa Lębork. Nadzór nad rezerwatem sprawuje Regionalny Konserwator Przyrody w Gdańsku. Na mocy obowiązującego planu ochrony ustanowionego w 2007 roku, obszar rezerwatu objęty jest ochroną czynną.